# پولیس زن در افغانستان

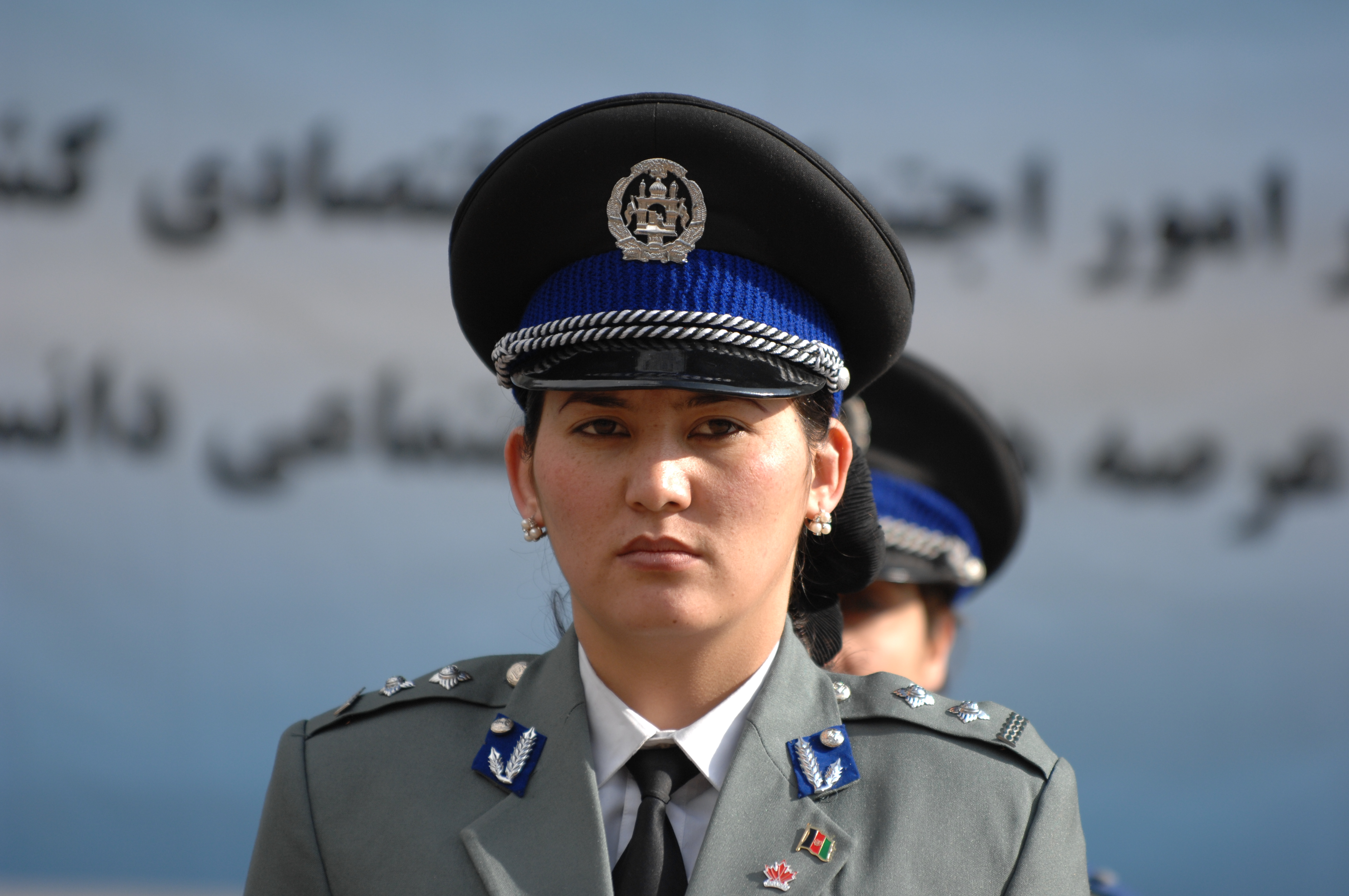
یک افسر زن پلیس ملی افغانستان

پولیس زن در افغانستان به احوال زنان پلیس در کشور افغانستان می‌پردازد. وضعیت پلیس‌های زن افغان در طول تاریخ متفاوت بوده است. حدود نیمی از جامعه افغانستان را زن‌ها تشکیل می‌دهند که بیشتر آنها خانه‌دار هستند. عده‌ای دیگر علاوه بر وظایف خانه‌داری، خارج از منزل نیز وظیفه خود را اجرا می‌کنند. یکی از وظایف مهم زنان اشتراک در بخش‌های امنیتی به‌خصوص پلیس است.

## تاریخچه

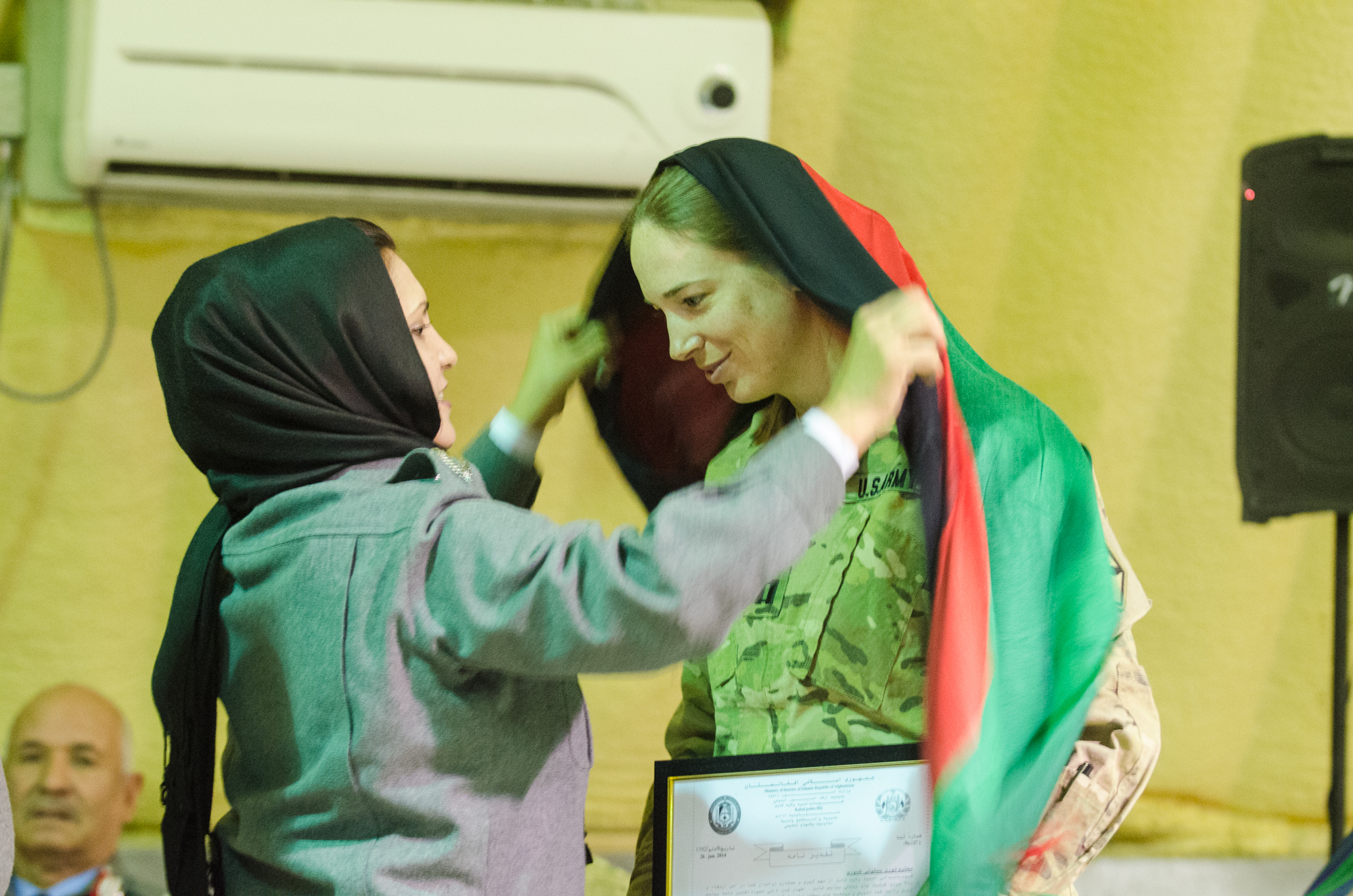
جمیله بیاض اولین زن منصوب به فرماندهی پلیس افغانستان

در افغانستان، برخورد مردان و زنان در داخل یا خارج از منازل موجب و اتفاقات بسیاری می‌شود. بنابر فرهنگ افغانی، در قضایا و رویدادهایی که پای جنس زن در آن دخیل باشد، باید پلیس‌های زن مداخله و بررسی نمایند. بدین لحاظ لازم است در هر ولسوالی و شهرها پلیس‌های زن وجود داشته باشد. نبود این دسته می‌تواند مصائب بسیاری به وجود بیاورد. به‌طور مثال اگر در زندان‌های افغانستان زن‌های پلیس وجود نداشته باشند، مشکلات بسیاری را برای زندانیان به دنبال خواهد داشت. دادن جرایم و دسترسی به عدالت امری ضروری است، اما زنان کمتری در افغانستان وجود دارند که به پلیس زن دسترسی داشته باشند. جمیله بیاض اولین پلیس زن در افغانستان بود که وظیفه خود را در سال ۱۹۶۷ میلادی، یعنی سه سال بعد از اعطای حق رأی به زنان افغان شروع نمود.
پس از سقوط رژیم سابق طالبان، زنان در عرصه خدمات پلیس و نظامی بازگشتند و شماری از آنها در بخش‌های مختلف پلیس فعالیت کردند. بر اساس اعلام دولت پیشین، اقدامات بیشتری ضرورت داشت تا پلیس زن را در صفوف پلیس ملی افغان جذب، آموزش و محافظت کنند و این یک گام مهم برای تقویت و حمایت از حقوق زنان و دختران افغان بوده و نقش ارزنده‌ای را در توسعه و ایجاد یک فضای صلح با ثبات ایجاد کرده بود. به علاوه تشکیلات پلیس زن برای زنان افغان به منظور گزارش دولت اسلامی افغانستان و تمویل‌کننده‌گان بین‌المللی، گام‌های مثبتی را در راستای بازسازی تأسیسات بنیادی برای ایجاد پلیس ملی افغان محسوب می‌شد.
دولت سابق افغانستان اقدامات متعددی را به منظور جذب زنان در صفوف پلیس ملی افغان روی دست‌گرفته بود که منجر به افزایش تدریجی در تعداد پلیس زن گردید. شمار کارمندان زن اداره پلیس ملی افغان از ۱۸۰ تن در میان ۵۳۴۰۰ تن شمار کل در سال ۲۰۰۵،  به ۱۵۵۱ پلیس زن در میان ۱۵۷۰۰۰ کارمندان این اداره ژوئیه ۲۰۱۳ رسید. با این حال این پیشرفت محدود طلقی می‌شد؛ تا سال ۱۳۹۵، تنها یک درصد از پلیس ملی افغان را زنان تشکیل می‌دادند. اما تحولات سیاسی در دهه‌های اخیر در این کشور، نقش زنان را در پلیس ملی کم‌رنگ‌تر کرد. پلیس زنان افغانستان پس از سال ۱۹۹۲، آسیب دید و پس از سقوط کابل و زمام‌داری مجدد طالبان نابود گردید. بازگشت این قوم که با کشته شدن بسیاری از افراد در افغانستان همرا بود باعث سلب مقام هر پلیس زن افغان و حتی دیگر مقامات نظامی زنان در افغانستان شد.

## استخدام و فعالیت

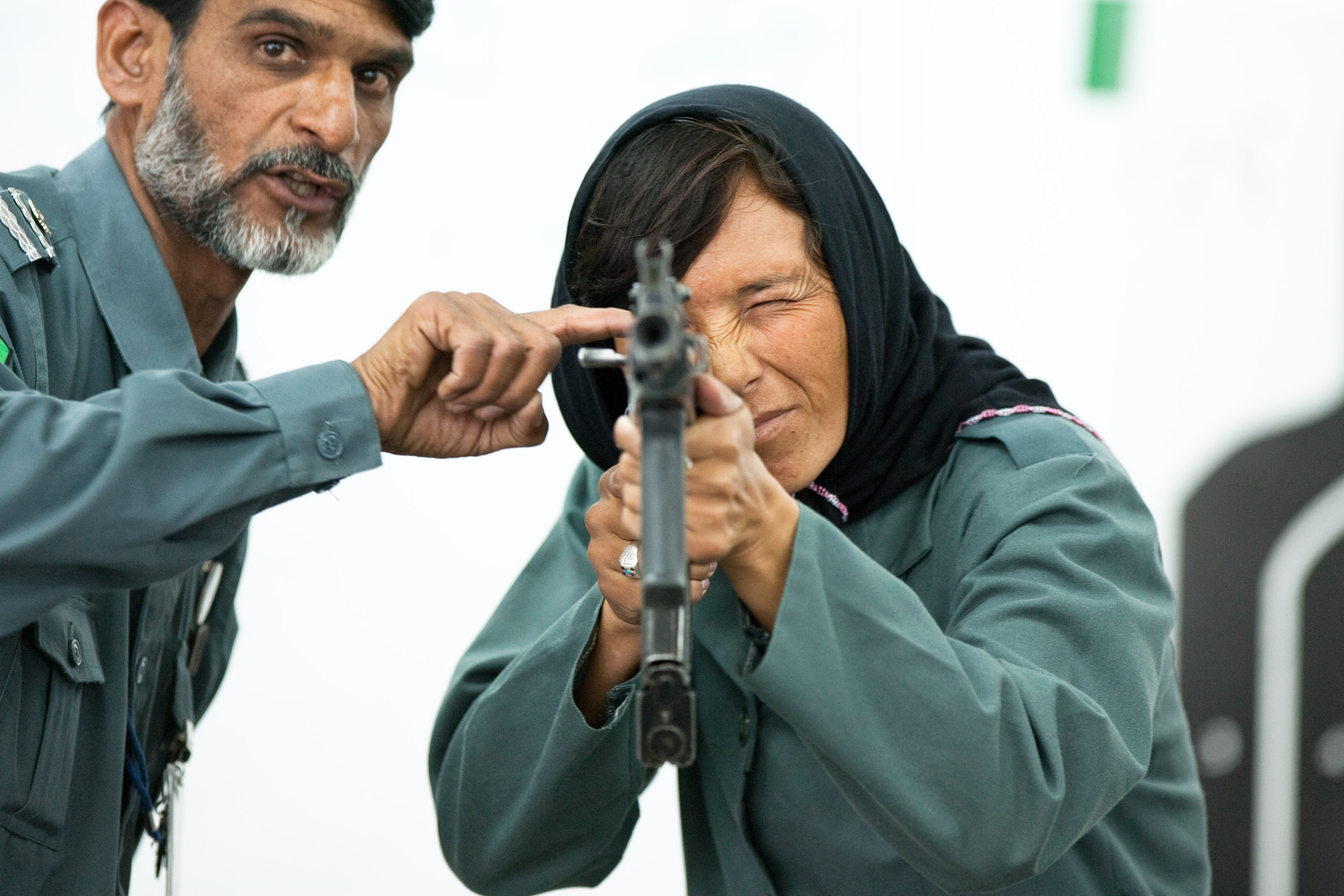
یک پلیس زن افغان در حال یادگیری تیراندازی

از نظر دولت پیشین افغانستان، تسریع روند جذب پلیس زن یک راه‌حل اساسی به حساب می‌آمد. هر چند از همان آغاز چالش‌های متعددی وجود داشت که زمینه افزایش تعداد پلیس زن را به ۵۰۰۰ نفر تا آخر ۲۰۱۴ به چالش می‌کشید. این چالش‌ها باید به هر نحو برطرف می‌شدند تا نه تنها باعث جذب بیشتر زنان در صفوف پلیس ملی می‌شد بلکه در عین‌حال از باقی‌ماندن آن‌ها در صفوف پلیس ملی به منظور خدمت مؤثر به جامعه‌شان، اطمینان حاصل می‌گردد.
دولت افغانستان با حمایت دونرهای بین‌المللی و مأموریت‌های آموزش پلیس ملی، به موفقیت‌های تدریجی در زمینه استخدام و نقش زنان در پلیس ملی افغانستان (ANP) دست یافت. سازمان‌هایی که پلیس زن را آموزش می‌دادند، پلیس اتحادیه اروپا، یوناما، هندوستان و ترکیه بودند.

## مشکلات

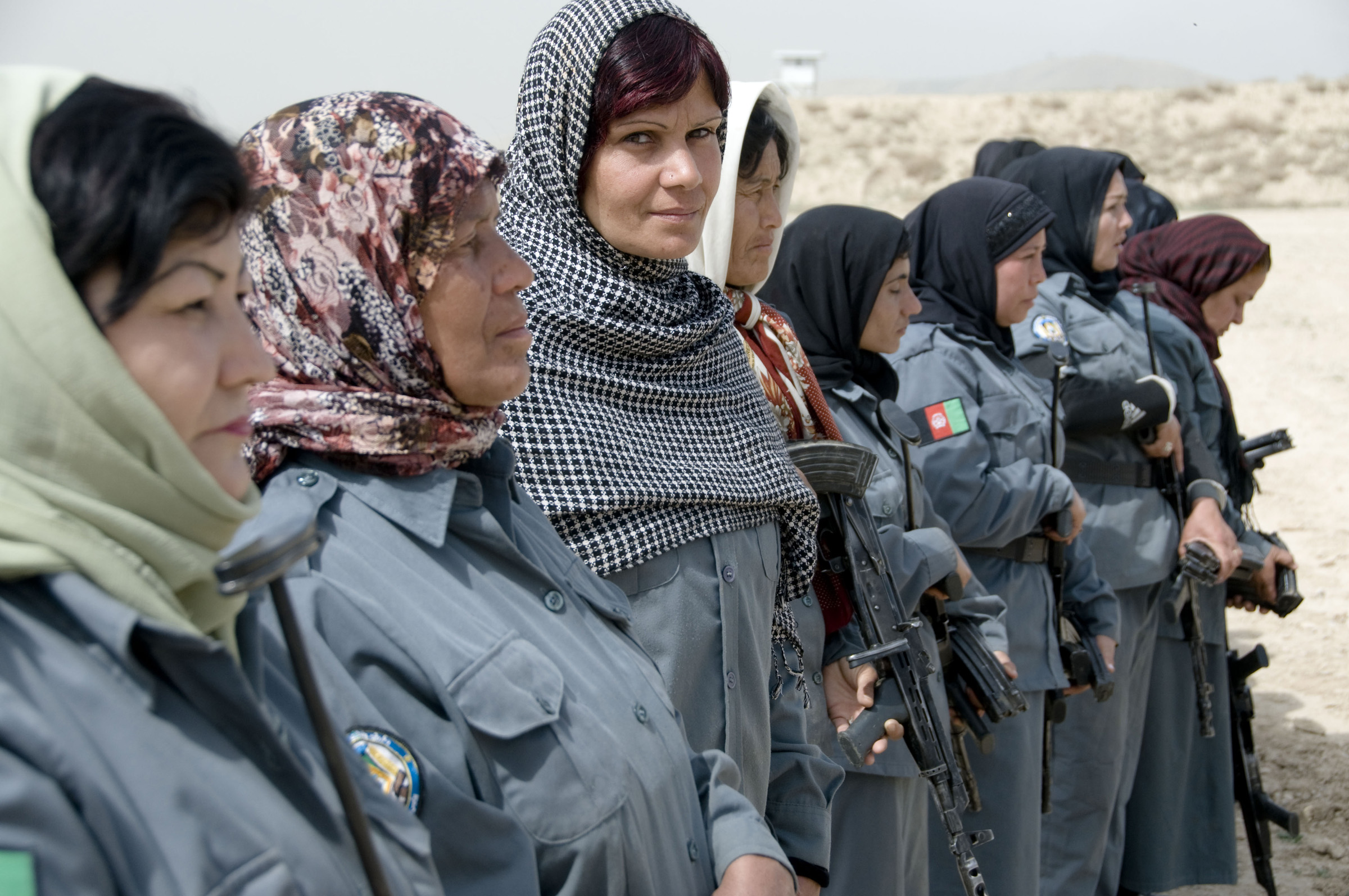
زنان پلیس واجد شرایط دوره سلاح‌های تاکتیکی

پلیس‌های زن برخلاف پلیس‌های مرد، تجهیزات بسیار ابتدایی را مثل یونیفرم را هم ندارد. بسیاری از آن‌ها بعد از جذب شدن به انجام کارهای بسیار ابتدایی و خدماتی در مراکز مانند آماده کردن چای و نظافت وادار می‌کردند. فرصت‌ها به منظور رشد بسیار محدود بوده است که سبب عدم تحرک در پلیس زن می‌گشت. بعضی از پلیس‌های زن که فاقد مهارت و انگیزه خدمت به جامعه‌شان می‌باشند، صرفاً برای پرنمودن پست‌های اختصاص یافته برای زنان جذب می‌شدند. این مشکلات اعتماد را به پلیس‌های زن از بین برده و رفتار پلیس مرد را در برابر آنان خراب‌تر می‌سازد.
ملالی کاکر ارشدترین پلیس زن در افغانستان بود که در قندهار کشته‌شد. هر چند ارقام رسمی در این زمینه به دلیل عدم گزارش دهی خشونت‌ها وجود ندارد؛ اما در واقعیت براساس سروی معتبر که در سال ۲۰۰۸ انجام یافته، حدود ۸۷ درصد زنان افغان حداقل با یکی از اشکال خشونت فیزیکی، خشونت جنسی یا خشونت روانی مواجه‌اند. آمارهای بسیاری از جمله قتل نیز گزارش شده است و نیمی از آنان با انواع متعددی از خشونت مواجه هستند. گزارش ندادن از خشونت، منتج به عدم پیگرد قانونی مجرمان و رشد فرهنگ معافیت می‌شود. بعضی نورم‌های اجتماعی حاکم بر جامعه افغانی، زنان را از نزدیک‌شدن به پلیس مرد نیز بازمی‌دارند. رفتارهای منفی در برابر زنان جذب‌شده در ارگان‌های پلیس سابقه طولانی دارد.
در بعضی محلات ناامن، پلیس‌های زن خود دچار مشکلات تهدید و تعرض هستند. آزار و اذیت جنسی زنان پلیس در افغانستان توسط همکاران مرد نیز سوابق گسترده‌ای داشته است. یک تحقیق که در سال ۲۰۱۲ توسط رادیوی ملی آمریکا انجام یافت، نشان می‌دهد که تجاوز و آزار و اذیت‌های جنسی پلیس زن در مزار شریف مرکز ولایت بلخ که سومین شهر بزرگ از لحاظ داشتن پلیس زن است، در حال گسترش است. این رادیو شواهدی را در دست دارد که پلیس‌های بلند مرتبه مرد از پلیس زن خواهان برقراری روابط جنسی با آنها در ازای ترفیع ایشان شده‌اند.

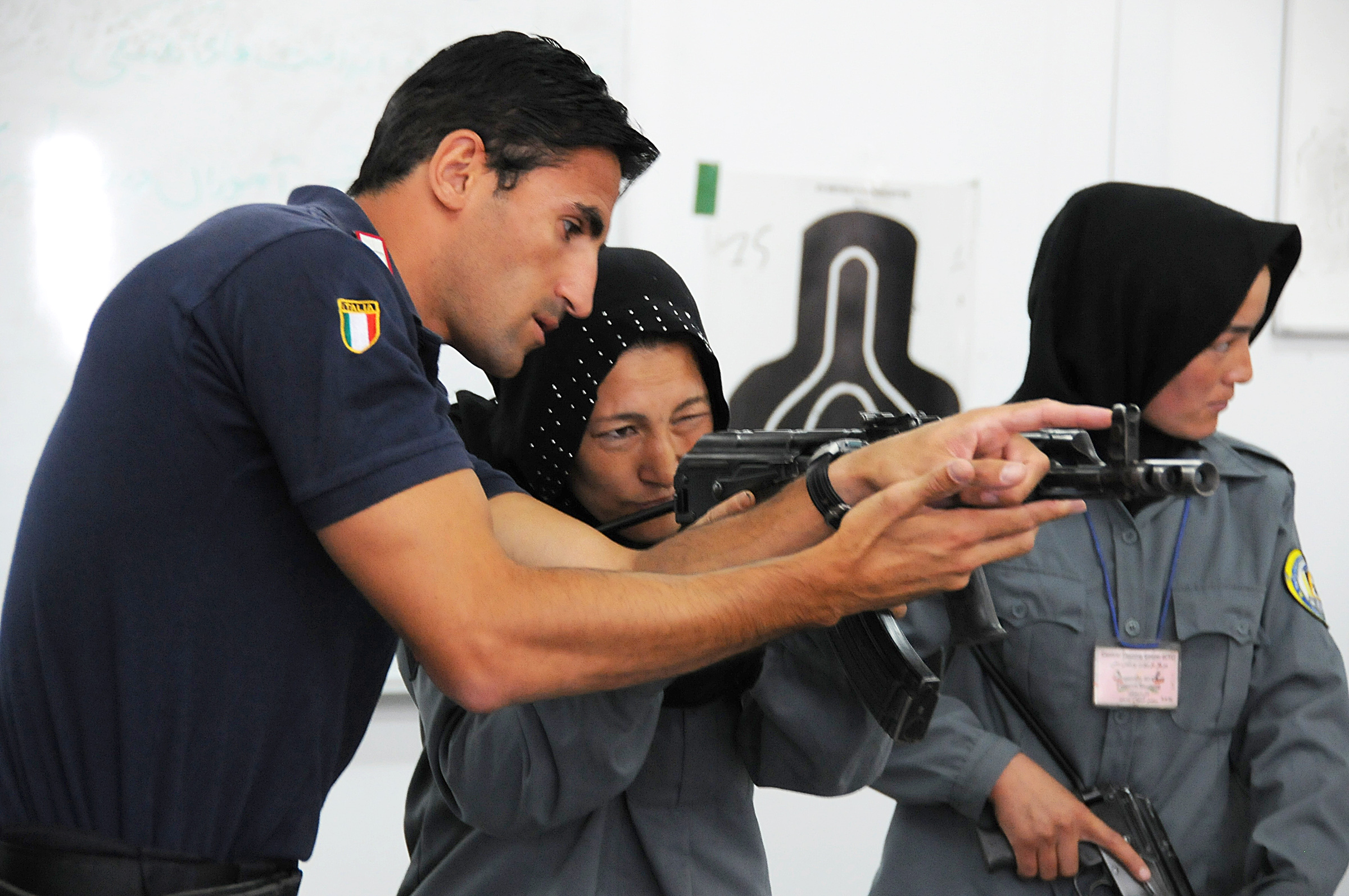
پلیس کارابینیری در حال آموزش پلیس‌های زن افغان

هرچند در تشکیلات پلیس ملی افغان، ۳۲۴۹ سمت برای کارکنان خدمات ملکی و پلیس از طبقه زن‌ها در نظر گرفته شده است، اما به زنان کمتر از نیمی از این بست‌های اختصاص یافته است. یکی از دلایل آن، بی‌میلی مسئولان و فرماندهان پلیس به جذب کارمندان زن است. عدم موجودیت فشار بالای وزارت داخله و فرماندهان ارشد پلیس به منظور جذب کارمندان زن و آوردن اصلاحات در این وزارت، باعث کندی روند جذب کارمندان زن در این وزارتخانه گردیده است.
با وجود رشد تدریجی، فقط یک درصد پلیس ملی افغان را زنان تشکیل می‌دهند و تعدادی بسیار کمی از آن‌ها در قریه‌جات و دهات انجام وظیفه می‌کنند؛ که در نتیجه، تعدادی کمی از شهروندان افغان یک پلیس زن را دیده‌اند که این امر باعث گزارش ندادن زنان از خشونت‌ها و تهدیدها در برابر آنان می‌گردد.
کمیسیون مستقل حقوق بشر افغانستان دریافته است که بسیاری از قتل‌های ناموسی و آزار و اذیت‌های جنسی زنان، توسط خود پلیس‌های مرد افغان انجام می‌شود. این گونه جرایم سبب سلب اعتماد مردم به پلیس ملی گردیده است و مشروعیت و حقانیت دولت افغانستان را نیز زیر سؤال می‌برد. نظارت مؤثر و مستقلانه از عملکردهای پلیس ملی افغان به منظور تقویه حساب‌دهی، تغییر مثبت در رفتار و کردار پلیس ملی و افزایش اعتماد مردم بالای پلیس ملی افغان، از ضرورت‌های عمده و اساسی محسوب می‌شود.

## فرهنگ

افسران پلیس زن افغان در عکس دسته‌جمعی در روز جهانی زنان

همه افغان‌ها خواهان زندگی در داخل یک نظام مؤثر و پاسخ‌گو با ادارات قوی تطبیق‌کننده قانون که در آن پلیس‌های زن نیز قادر به ایفای نقش خود باشند، هستند. اثرات سال‌ها جنگ در افغانستان خشونت علیه زنان، ازدواج‌های اجباری، آزار و اذیت جنسی و قتل‌های ناموسی می‌باشند، که به‌صورت گسترده در جامعه وجود داشته و دامن‌گیر زنان افغان می‌باشند.
حدود ۷۰ تا ۸۰ درصد پلیس‌های ملی افغان بی‌سواد هستند و این نرخ بی‌سوادی در بین پلیس‌های زن حتی بالاتر است. بسیاری از پلیس‌های زن و استخدام شدگان ماهر با مخالفت‌های جدی در داخل جامعه خود مواجه هستند. در عموم جامعه پلیس شدن یک بدنامی و رسوایی برای زنان افغان است. کمپین‌های مؤثر معلوماتی و تهیه و نشر بعضی نمایشنامه‌های تلویزیونی که زنان در آن‌ها نقش‌های مؤثر دارند، می‌توانند تغییرات مثبت را در دیدگاه‌های جامعه در قبال پلیس شدن زنان به وجود آورند.
در افغانستان زنانی در داخل ادارات پلیس فعالیت می‌کنند مشکلات بسیاری دارند. کسانی که درشهرها به وظایف مختلف مشغول هستند اکثراً افراد بی‌سواد یا کم سواد روستاها یا مهاجرین جنگ‌های دو دهه می‌باشند؛ که از فرهنگ دولتی و شهری شدن دور هستند ولی در شهر مانند روستا زندگی می‌کنند.
دوران دوم حکومت طالبان، اثرات ناگوار در جامعه گذاشته شده است که تا سال‌های متمادی در ذهن مردم بجا خواهد ماند. پیشتر ادارات دولتی صاحب فرهنگ دولتی گردیده بودند؛ که احترام متقابل برای همه وجود داشت. هر کارمند تازه استخدام شده، مجبور بود به‌تدریج با فرهنگ اداره مربوط خودرا وقف دهد. مردمان که از روستاها به شهرها می‌آمدند لازم بود خود و فامیل خود را با فرهنگ شهری وقف دهند. امروزه شهرها مردمانی با فرهنگ‌های مختلف تشکیل شده است که تعدادی از آنان نیز در ادارات مشغول به کار هستند.